# Immigrant Song
«Immigrant Song» es la primera canción del tercer álbum de estudio de la banda Led Zeppelin, titulado Led Zeppelin III, editado en 1970 y lanzado como sencillo en el mismo año, siendo la primera vez que Led Zeppelin alcanzaría estar en los primeros 15 puestos en las tablas de Estados Unidos.

## Composición
La canción está dedicada a Leif Erikson. Es cantada desde la perspectiva de los vikingos remando al oeste de Escandinavia en búsqueda de nuevas tierras. Su ritmo regular evoca la determinación de los exploradores y sus remos golpeando el agua, y la letra hace explícita referencia a las conquistas de los vikingos y la antigua religión de los nórdicos.
Una línea de esta canción incitó a algunas personas a empezar a referirse a la música del grupo Led Zeppelin como «the hammer of the gods» (el martillo de los dioses). La frase fue usada como el título de la biografía de la banda por Stephen Davis, Hammer of the Gods: The Led Zeppelin Saga.

## Versiones en vivo
«Immigrant Song» fue usada para abrir conciertos de Led Zeppelin de 1970 a 1972. Versiones en vivo de esta canción se encuentran en los álbumes de Led Zeppelin How the West Was Won y BBC Sessions. En vivo, Page toca un solo no incluido en la versión grabada.

## Apreciación
Primera canción del tercer disco del popular grupo musical británico Led Zeppelin, es para muchos fanes la mejor canción de este disco que no fue muy bien aceptado por la crítica, sin embargo la canción presenta al inicio un buen bajo de Jones y una desgarradora voz de Plant que permanece por toda la canción creando un buen ritmo, además de una batería a tempo perfecto de Bonzo.

## En la cultura popular
La canción es, además, una de las pocas de Led Zeppelin con licencia para una película. Para la película del año 2003, Escuela de rock, el actor Jack Black se filmó a sí mismo en escenario, junto a miles de fanes, rogando al grupo Led Zeppelin permiso para usar «Immigrant Song». También ha aparecido en el documental de 1999 sobre la masacre de Múnich, Un día en septiembre, los tráileres de la serie de drama de BBC1 Life on Mars, y también es usada en la película del año 2007, Shrek tercero, al igual que en la película Thor: Ragnarok en 2017.
- Esta canción fue interpretada por Queen durante un concierto en Berlín en 1986.
- El grupo de thrash metal californiano Dark Angel incluyó una versión de esta canción en su disco del 1989, Leave Scars.
- Jack Black grabó un vídeo para pedir permiso para utilizar la canción en Escuela de rock cantando la canción frente a una sala llena de público ya que el director, Richard Linklater había fracasado en su petición. Esta petición aparece en el DVD de la película y la canción aparece en la escena de la furgoneta cuando la banda sale de su primer concierto.
- Aparece en la escena del ataque de pájaros de Blancanieves en Shrek tercero y en el tráiler.
- Una versión de esta canción, realizada por Trent Reznor y Atticus Ross, con la colaboración de la vocalista del grupo Yeah Yeah Yeahs Karen O, fue utilizada para el tráiler y secuencia de inicio, de la versión americana de la película The Girl with the Dragon Tattoo dirigida por David Fincher en el año 2011.
- Existe también una cover realizada por el grupo israelí Minimal Compact.
- Infectious Grooves tiene un cover oficial de esta canción, la cual se caracteriza por su bajo en slap.
- En 2005 la banda de power metal Demons & Wizards incluye una versión de esta canción en el disco Touched by the Crimson King.
- En 2014 aparece en el tráiler del videojuego Destiny.
- La señal para América Latina de la cadena internacional de deportes Fox Sports utilizó el intro de la canción en la promo de la final de la Copa Libertadores 2014 entre San Lorenzo de Almagro de Argentina y Nacional de Paraguay.
- La canción es utilizada en el programa El destape, conducido por el periodista Roberto Navarro, emitido por el canal C5N de Argentina.
- En 2017 se utilizó en la película Thor: Ragnarok, perteneciente al Universo cinematográfico de Marvel, así como en su teaser trailer.